# Taihō (1944)
El Taihō (大鳳 Gran Fénix?) fue un portaaviones de la Armada Imperial Japonesa durante la Segunda Guerra Mundial.

## Construcción y características
Construido en los astilleros de Kawasaki, entre julio de 1941 hasta marzo de 1944 bajo el nombre de proyecto denominado G-15, su diseño era básicamente similar al del Shōkaku con una serie de mejoras, como cubierta blindada de entre 75 a 80 mm, suficiente para resistir bombas de 500 kg, blindaje en general aumentado, fuego antiaéreo mejorado, una isla de mucho mayor tamaño, chimenea en ángulo de 26° a estribor, y toda una serie de mejoras que se vieron necesarias por la ingeniería naval japonesa en portaaviones. Se consideró que el Taihō era el mejor portaaviones japonés en el momento de su botadura y el más grande del mundo por 6 meses, hasta la botadura del Shinano.
Los tanques de combustible (se usó petróleo sin refinar) situados a popa y proa fueron mal protegidos quedando bajo los fondos de los dos ascensores que le hacían de techo, quedando situados entre mamparos vacíos, privilegiándose la protección de hangares y almacenes de bombas y torpedos. Esto sería un grave error de diseño.
También era innovador en su diseño, y único, pues ningún otro portaaviones japonés empleó el sistema, su casco, que llegaba hasta la misma cubierta de vuelo para mejorar los flujos aerodinámicos en su proa, esta fue cerrada hasta la misma cubierta de despegue sin dejarla en voladizo, siendo análoga a la de los portaaviones clase Illustrious de la Royal Navy. En el resto de los portaaviones japoneses, la cubierta estaba parcialmente suspendida a proa y popa sobre el casco.
Las ocho calderas Kampon RO-GO alimentadas con aceite del Taihō eran capaces de generar 160 000 shp (120 000 kW). Sus cuatro turbinas de vapor Kampon estaban cada una adaptada a ejes de hélice separados. Tenía una velocidad máxima de 33,3  nudos (61,7  km / h ; 38,3  mph ). El almacenamiento máximo de fueloil del Taihō era de 5.700 toneladas cortas (5.200 t) lo que le permitía un radio de 10.000 nmi (19.000  km ; 12.000  mi ) a 18 nudos (33 km / h; 21 mph).
Al igual que la clase Shokaku y la clase Yamato, el Taihō tenía dos timones colocados a lo largo de la línea de crujía: un timón principal compensado ubicado a popa y un timón auxiliar semicompensado por delante del timón principal. Ambos se operaban mediante engranajes de dirección accionados electrohidráulicamente, pero el timón auxiliar también se podía girar mediante un motor diésel dedicado en caso de que se dañara el mecanismo de dirección principal. 
La principal característica distintiva de este portaaviones era su cubierta totalmente blindada, que posteriormente se aplicaría también en el Shinano.  Esta particularidad era que a diferencia todos los portaaviones japoneses de antes de la guerra, la cubierta de vuelo del Taihō no tenía tablones de madera y estaba revestida con una combinación de látex y aserrín. Esta modalidad también se emplearía en el  Shinano. A popa, por babor, contaba con una grúa de 4 toneladas que se plegaba dentro de un largo cubilete facilitando las operaciones de apontaje.
El Taihō tenía proyectado tres ascensores, pero por urgencia de la guerra se eliminó el central y solo quedó con dos ascensores muy separados de diedro pentagonal que permitía la operación con todo tipo de aeronave embarcada de esa época.
El armamento del Taihō comprendía 12 de los nuevos cañones antiaéreos mejorados Tipo 98 de 100 mm (3,9 pulgadas) / calibre 65 operados por 11 sirvientes, dispuestos en seis torretas de dos cañones: tres a babor y tres a estribor. Los cañones estaban accionados electrohidráulicamente; sin embargo, en caso de un corte de energía, podrían funcionar manualmente a manivela con una efectividad reducida.  La cadencia de tiro fue de 15 disparos por minuto con un alcance horizontal efectivo máximo de 14 km (7,6 nmi; 8,7 mi) y un alcance vertical efectivo máximo notable de 11 km (5,9 nmi; 6,8 mi).
Se complementaba con 17 cañones antiaéreos de montaje triple de 25 mm (1 pulgada) (51 barriles en total) tipo 96 tradicionales. Dieciséis de estos estaban montados en plataformas justo debajo del nivel de la cubierta de vuelo: ocho a babor, seis a estribor y dos a popa. La que hacía de número 17 sobre la cubierta de vuelo, justo delante de la isla. Los montajes triples funcionaban con energía eléctrica (aunque era posible la operación manual) y normalmente requerían una tripulación de nueve. Tenían una cadencia de 110 a 120 disparos por minuto y un alcance efectivo máximo de 3 km (1,6 nmi; 1,9 mi). El cañón Tipo 96 de 25 mm (1 pulgada) fue el arma antiaérea estándar de pequeño calibre de la Armada japonesa desde 1936 hasta el final de la guerra en 1945 y fue una adaptación de un diseño francés. 
Además, había 25 cañones con pedestal portátiles del tipo 96 que se podían disponer en la cubierta de vuelo despejada.
Como sistema electrónico de alerta, antes de su finalización en 1944, el Taihō estaba equipado con dos radares de búsqueda aérea Tipo 21 que no estaban contemplados originalmente, llevaba uno montado en la parte superior de la isla en la plataforma de control antiaéreo y otro en la cubierta inferior del puente en el extremo de popa de la isla. También hizo instalar un equipo de búsqueda aérea Tipo 13 con una antena montada en el mástil de señales sobre el puente. El Tipo 21 tenía un alcance efectivo máximo de 80 nmi (150 km; 92 mi) mientras que el Tipo 13 tenía un alcance de 54 nmi (100 km; 62 mi).

## Hundimiento

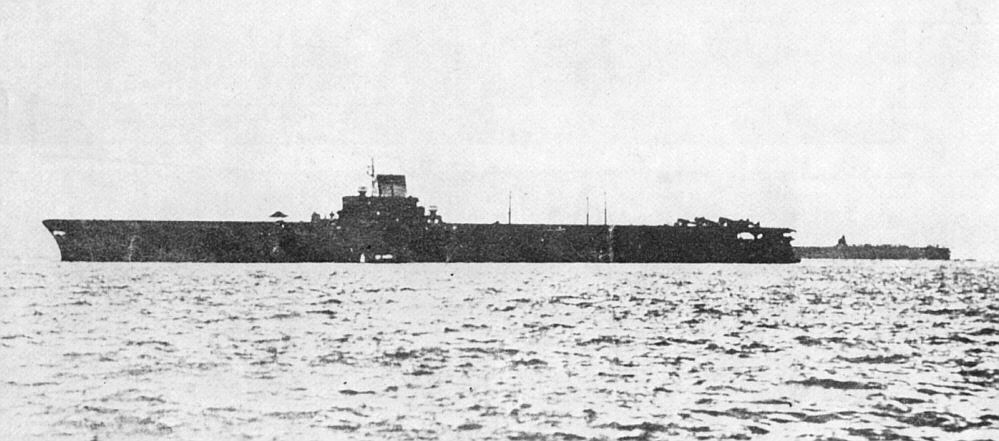
Taihō anclado en Lingga Roads. El portaaviones Shōkaku está en el fondo.

El 19 de junio de 1944, tras tres meses de servicio, estando junto al Shokaku durante la batalla del Mar de las Filipinas fue alcanzado por un torpedo del submarino USS Albacore (SS-218), que lanzó una salva completa de seis torpedos cuando el portaaviones encaró el viento para lanzar sus aviones. Uno de los pilotos que acababa de despegar, Sakio Komatsu, hizo una maniobra que llamó la atención de todos a bordo. Apenas despegar y cuando iniciaba su espiral de ascenso, realizó un brusco quiebro y picó contra el mar en la estela del torpedo, estrellando su avión y muriendo en el acto. Su sacrificio sirvió para advertir de los torpedos que se dirigían contra el portaaviones, pero demasiado tarde para evitarlos todos. El que finalmente impactó, bloqueó el ascensor de proa, y si bien los daños fueron mínimos, y no afectaron apenas la velocidad ni estabilidad, gases de gasolina de aviación empezaron a expandirse por el portaaviones y los sistemas de evacuación no fueron eficaces. 
Una errónea orden para ventilar los gases y extraerlos de los hangares sólo consiguió esparcirlos por todo el buque, y finalmente una enorme explosión sacudió el portaaviones, volando sus flancos y haciendo que empezara a asentarse en el agua. Cuando se estaba realizando la evacuación del barco, una nueva fuerte explosión se produjo, provocando que empezara a hundirse equilibrado por la popa y llevándolo al fondo del mar junto a tres cuartas partes de su dotación (aprox, 660 hombres). Mas de 1000 se salvaron y fueron rescatados por los destructores de escolta incluido su capitán  Kikuchi Tomozo.